# WWE Judgment Day
Judgment Day – zakończony cykl gal profesjonalnego wrestlingu produkowanych co maj w latach 1998-2009 (z wyjątkiem 1999) przez World Wrestling Entertainment i nadawanych na żywo w systemie pay-per-view. Pierwsza gala należała jednocześnie do cyklu In Your House i odbyła się wyjątkowo w październiku. W maju 1999 podczas gali Over the Edge zmarł Owen Hart, więc od przyszłego roku postanowiono przenieść ten cykl na maj i zastąpić Over the Edge. Po podziale WWE na brandy w 2002, dwa lata później Judgment Day stało się ekskluzywnym pay-per-view dla brandu SmackDown!. Od 2007 wszystkie gale stały się ponownie dostępne dla trzech brandów – Raw, SmackDown i ECW. Ostatnia gala odbyła się w 2009, zaś rok później Over the Limit zastąpiło cykl.

## Lista gal
|  | Gala brandu SmackDown! |

| Gala                                             | Lokalizacja                  | Arena                        | Walka wieczoru |
| ------------------------------------------------ | ---------------------------- | ---------------------------- | --- |
| Judgment Day: In Your House 18 października 1998 | Rosemont, Illinois           | Rosemont Horizon             | The Undertaker vs. Kane Singles match o zawieszony WWF Championship z sędzią specjalnym Steve’em Austinem           |
| Judgment Day (2000) 21 maja 2000                 | Louisville, Kentucky         | Freedom Hall                 | The Rock (c) vs. Triple H 60-minutowy Iron Man match o WWF Championship z sędzią specjalnym Shawnem Michaelsem      |
| Judgment Day (2001) 21 maja 2001                 | Sacramento, Kalifornia       | ARCO Arena                   | Stone Cold Steve Austin (c) vs. The Undertaker No Holds Barred match o WWF Championship                             |
| Judgment Day (2002) 21 maja 2002                 | Nashville, Tennessee         | Gaylord Entertainment Center | Hollywood Hulk Hogan (c) vs. The Undertaker Singles match o WWE Undisputed Championship                             |
| Judgment Day (2003) 21 maja 2003                 | Charlotte, Karolina Północna | Charlotte Coliseum           | Brock Lesnar (c) vs. Big Show Stretcher match o WWE Championship                                                    |
| Judgment Day (2004) 21 maja 2004                 | Los Angeles, Kalifornia      | Staples Center               | Eddie Guerrero (c) vs. John „Bradshaw” Layfield Singles match o WWE Championship                                    |
| Judgment Day (2005) 21 maja 2005                 | Minneapolis, Minnesota       | Target Center                | John Cena (c) vs. John „Bradshaw” Layfield „I Quit” match o WWE Championship                                        |
| Judgment Day (2006) 21 maja 2006                 | Phoenix, Arizona             | US Airways Center            | Rey Mysterio (c) vs. United States Champion John „Bradshaw” Layfield Singles match o World Heavyweight Championship |
| Judgment Day (2007) 21 maja 2007                 | Saint Louis, Missouri        | Scottrade Center             | John Cena (c) vs. The Great Khali Singles match o WWE Championship                                                  |
| Judgment Day (2008) 21 maja 2008                 | Omaha, Nebraska              | Qwest Center Omaha           | Triple H (c) vs. Randy Orton Steel Cage match o WWE Championship                                                    |
| Judgment Day (2009) 21 maja 2009                 | Rosemont, Illinois           | Allstate Arena               | Edge (c) vs. Jeff Hardy Singles match o World Heavyweight Championship                                              |

## Wyniki gal

### 1998
Judgment Day: In Your House – gala wrestlingu wyprodukowana przez World Wrestling Federation (WWF). Odbyła się 18 października 1998 w Rosemont Horizon w Rosemont w stanie Illinois. Emisja była przeprowadzana na żywo w systemie pay-per-view. Była to dwudziesta piąta gala w chronologii cyklu In Your House, a także pierwsza w chronologii cyklu Judgment Day.
Podczas gali odbyło się trzynaście walk, w tym cztery będące częścią niedzielnej tygodniówki Sunday Night Heat. W walce wieczoru o zawieszony WWF Championship zmierzyli się Kane i The Undertaker, gdzie sędzią specjalnym był Stone Cold Steve Austin, który w przypadku braku wyłonienia nowego mistrza zostałby zwolniony; walka zakończyła się bez rezultatu i Austin został zwolniony przez Mr. McMahona. Ponadto Ken Shamrock obronił WWF Intercontinental Championship pokonując Mankinda.
| Nr                                                                                            | Wyniki | Stypulacje | Czas  |
| --------------------------------------------------------------------------------------------- | --- | --- | ----- |
| 1H                                                                                            | Steve Blackman pokonał Bradshawa | Singles match | 02:58 |
| 2H                                                                                            | The Oddities (Giant Silva, Golga i Kurrgan) (z Luną Vachon, Shaggym 2 Dopem i Violent J) pokonali Los Boricuas (Jesusa Castillo, Jose Estradę i Miguela Pereza Jr.) | Tag team match | 02:32 |
| 3H                                                                                            | The Godfather pokonał Faarooqa | Singles match | 01:55 |
| 4H                                                                                            | Scorpio pokonał Jeffa Jarretta | Singles match | 03:42 |
| 5                                                                                             | Al Snow (z Headem) pokonał Marca Mero (z Jacqueline) | Singles match | 07:12 |
| 6                                                                                             | LOD 2000 (Animal, Droz i Hawk) pokonali The Disciples of Apocalypse (8-Balla, Paula Elleringa i Skulla)                                                             | Six-man tag team match | 05:04 |
| 7                                                                                             | Christian (z Gangrelem) pokonał Takę Michinoku (c) (z Yamaguchi-san)                                                                                                | Singles match o WWF Light Heavyweight Championship | 08:34 |
| 8                                                                                             | Goldust pokonał Val Venisa (z Terri Runnels) | Singles match | 12:05 |
| 9                                                                                             | X-Pac (z Chyną) pokonał D’Lo Browna (c) | Singles match o WWF European Championship | 13:50 |
| 10                                                                                            | The Headbangers (Mosh i Thrasher) pokonali The New Age Outlaws (Billy’ego Gunna i Road Dogga) (c) przez dyskwalifikację                                             | Tag team match o WWF Tag Team Championship | 14:00 |
| 11                                                                                            | Ken Shamrock (c) pokonał Mankinda | Singles match o WWF Intercontinental Championship | 14:35 |
| 12                                                                                            | Mark Henry pokonał The Rocka | Singles match | 05:06 |
| 13                                                                                            | Pojedynek Kane vs. The Undertaker zakończył się bez rezultatu | Singles match o zawieszony WWF Championship z sędzią specjalnym Stone Cold Steve’em Austinem Jeśli Austin nie wyłoni nowego mistrza zostanie zwolniony | 17:35 |
| (c) – mistrz/mistrzyni przed walkąH – walka była transmitowana przed PPV na Sunday Night Heat | | |       |

### 2000
Judgment Day (2000) – gala wrestlingu wyprodukowana przez World Wrestling Federation (WWF). Odbyła się 21 maja 2000 we Freedom Hall w Louisville w stanie Kentucky. Emisja była przeprowadzana na żywo w systemie pay-per-view. Była to druga gala w chronologii cyklu Judgment Day.
Podczas gali odbyło się sześć walk. Walką wieczoru był 60-minutowy Iron Man match z sędzią specjalnym Shawnem Michaelsem, w którym Triple H pokonał The Rocka z wynikiem 6–5 i odebrał mu WWF Championship. Ponadto Shane McMahon pokonał Big Showa w Falls Count Anywhere matchu, zaś Chris Benoit obronił WWF Intercontinental Championship pokonując Chrisa Jericho w Submission matchu.
| Nr                                 | Wyniki | Stypulacje                                                                           | Czas    |
| ---------------------------------- | --- | ------------------------------------------------------------------------------------ | ------- |
| 1                                  | Too Cool (Scotty 2 Hotty, Grand Master Sexay i Rikishi) pokonali Team ECK (Kurta Angle’a, Edge’a i Christiana) | Six-man tag team match                                                               | 09:46   |
| 2                                  | Eddie Guerrero (c) (z Chyną) pokonał Perry’ego Saturna i Deana Malenko                                         | Triple Threat match o WWF European Championship                                      | 07:57   |
| 3                                  | Shane McMahon pokonał Big Showa                                                                                | Falls Count Anywhere match                                                           | 07:12   |
| 4                                  | Chris Benoit (c) pokonał Chrisa Jericho                                                                        | Submission match o WWF Intercontinental Championship                                 | 13:27   |
| 5                                  | D-Generation X (Road Dogg i X-Pac) (z Tori) pokonali The Dudley Boyz (Bubba Raya i D-Vona Dudleya)             | Tag team tables match                                                                | 10:55   |
| 6                                  | Triple H (ze Stephanie McMahon-Helmsley) pokonał The Rocka (c) z wynikiem 6–5                                  | 60-minutowy Iron Man match o WWF Championship z sędzią specjalnym Shawnem Michaelsem | 1:00:00 |
| (c) – mistrz/mistrzyni przed walką | |                                                                                      |         |

### 2001
Judgment Day (2001) – gala wrestlingu wyprodukowana przez World Wrestling Federation (WWF). Odbyła się 20 maja 2001 w ARCO Arena w Sacramento w Kalifornii. Emisja była przeprowadzana na żywo w systemie pay-per-view. Była to trzecia gala w chronologii cyklu Judgment Day.
Podczas gali odbyło się dziewięć walk, w tym dwie będące częścią niedzielnej tygodniówki Sunday Night Heat. Walką wieczoru był No Holds Barred match o WWF Championship, gdzie Stone Cold Steve Austin zdołał pokonać The Undertakera i obronić mistrzostwo. Ponadto Kane pokonał Triple H w Chain matchu i odebrał mu WWF Intercontinental Championship, a Chris Jericho i Chris Benoit wygrali Tag Team Turmoil match wyłaniający pretendentów do WWF Tag Team Championship.
| Nr                                                                                            | Wyniki                                                                                          | Stypulacje                                                                   | Czas  |
| --------------------------------------------------------------------------------------------- | ----------------------------------------------------------------------------------------------- | ---------------------------------------------------------------------------- | ----- |
| 1H                                                                                            | Raven pokonał Val Venisa                                                                        | Singles match                                                                | –     |
| 2H                                                                                            | The Holly Cousins (Hardcore Holly i Crash Holly) pokonali Kaientai (Takę Michinoku i Funakiego) | Tag team match                                                               | –     |
| 3                                                                                             | William Regal pokonał Rikishiego                                                                | Singles match                                                                | 03:58 |
| 4                                                                                             | Kurt Angle pokonał Chrisa Benoit z wynikiem 2-1                                                 | Three Stages Of Hell match o złoty medal olimpijski Angle’a                  | 23:58 |
| 5                                                                                             | Rhyno (c) pokonał Testa i Big Showa                                                             | Triple threat hardcore match o WWF Hardcore Championship                     | 09:13 |
| 6                                                                                             | Chyna (c) pokonała Litę                                                                         | Singles match o WWF Women’s Championship                                     | 06:31 |
| 7                                                                                             | Kane pokonał Triple H (c) (ze Stephanie McMahon-Helmsley)                                       | Chain match o WWF Intercontinental Championship                              | 12:27 |
| 8                                                                                             | Chris Jericho i Chris Benoit wygrali eliminując jako ostatnich Edge’a i Christiana              | Tag team turmoil match wyłaniający pretendentów do WWF Tag Team Championship | 32:09 |
| 9                                                                                             | Stone Cold Steve Austin (c) pokonał The Undertakera                                             | No Holds Barred match o WWF Championship                                     | 23:08 |
| (c) – mistrz/mistrzyni przed walkąH – walka była transmitowana przed PPV na Sunday Night Heat |                                                                                                 |                                                                              |       |

Tag Team Turmoil match
| Nr. eliminacji | Wrestlerzy                                      | Nr. eliminacji | Wyeliminowani przez            |
| -------------- | ----------------------------------------------- | -------------- | ------------------------------ |
| 1              | The APA (Bradshaw i Faarooq)                    | 3              | X-Factor                       |
| 2              | Dean Malenko i Perry Saturn (z Terri)           | 1              | APA                            |
| 3              | The Dudley Boyz (Bubba Ray i D-Von) (ze Spikem) | 2              | APA                            |
| 4              | X-Factor (X-Pac i Justin Credible) (z Albertem) | 5              | Chrisa Jericho i Chrisa Benoit |
| 5              | The Hardy Boyz (Matt i Jeff Hardy)              | 4              | X-Factor                       |
| 6              | Chris Jericho i Chris Benoit                    |                | Zwycięzcy                      |
| 7              | Edge i Christian                                | 6              | Chrisa Jericho i Chrisa Benoit |

### 2002
Judgment Day (2002) – gala wrestlingu wyprodukowana przez federację World Wrestling Entertainment (WWE). Odbyła się 19 maja 2002 w Gaylord Entertainment Center w Nashville w stanie Tennessee. Emisja była przeprowadzana na żywo w systemie pay-per-view. Była to czwarta gala w chronologii cyklu Judgment Day, a także pierwsza gala pay-per-view po zmianie nazwy federacji z World Wrestling Federation (WWF) w World Wrestling Entertainment.
Podczas gali odbyło się dziewięć walk, w tym jedna będąca częścią niedzielnej tygodniówki Sunday Night Heat. The Undertaker pokonał Hollywood Hulka Hogana i odebrał mu WWE Undisputed Championship. Prócz tego Triple H pokonał Chrisa Jericho w Hell in a Cell matchu, zaś Eddie Guerrero pokonał Roba Van Dama broniąc WWE Intercontinental Championship.
| Nr                                                                                            | Wyniki                                                                                                  | Stypulacje                                        | Czas  |
| --------------------------------------------------------------------------------------------- | --- | ------------------------------------------------- | ----- |
| 1H                                                                                            | William Regal (c) pokonał D’Lo Browna                                                                   | Singles match o WWE European Championship         | 06:22 |
| 2                                                                                             | Eddie Guerrero (c) pokonał Roba Van Dama                                                                | Singles match o WWE Intercontinental Championship | 10:17 |
| 3                                                                                             | Trish Stratus (c) (z Bubba Ray Dudleyem) pokonała Stacy Keibler (z Reverend D-Vonem i Deaconem Batistą) | Singles match o WWE Women’s Championship          | 02:54 |
| 4                                                                                             | Brock Lesnar i Paul Heyman pokonali The Hardy Boyz (Matta i Jeffa Hardy’ego)                            | Tag team match                                    | 04:47 |
| 5                                                                                             | Stone Cold Steve Austin pokonał Big Showa i Rica Flaira                                                 | Handicap match                                    | 15:36 |
| 6                                                                                             | Edge pokonał Kurta Angle’a                                                                              | Hair vs. hair match                               | 15:30 |
| 7                                                                                             | Triple H pokonał Chrisa Jericho                                                                         | Hell in a Cell match                              | 24:31 |
| 8                                                                                             | Rikishi i Rico pokonali Billy’ego i Chucka (c)                                                          | Tag team match o WWE Tag Team Championship        | 03:50 |
| 9                                                                                             | The Undertaker pokonał Hollywood Hulka Hogana (c)                                                       | Singles match o WWE Undisputed Championship       | 11:10 |
| (c) – mistrz/mistrzyni przed walkąH – walka była transmitowana przed PPV na Sunday Night Heat | |                                                   |       |

### 2003
Judgment Day (2003) – gala wrestlingu wyprodukowana przez federację World Wrestling Entertainment (WWE). Odbyła się 18 maja 2003 w Charlotte Coliseum w Charlotte w stanie Karolina Północna. Emisja była przeprowadzana na żywo w systemie pay-per-view. Była to piąta gala w chronologii cyklu Judgment Day.
Podczas gali odbyło się dziesięć walk, w tym jedna będąca częścią niedzielnej tygodniówki Sunday Night Heat. Walką wieczoru był Stretcher match o WWE Championship, w którym Brock Lesnar obronił mistrzostwo pokonując Big Showa. Kevin Nash pokonał Triple H przez dyskwalifikację, wskutek czego nie odebrał od niego World Heavyweight Championship, zaś Christian wygrał Battle Royal o przywrócony WWE Intercontinental Championship.
| Nr                                                                                            | Wyniki | Stypulacje                                                  | Czas  |
| --------------------------------------------------------------------------------------------- | --- | ----------------------------------------------------------- | ----- |
| 1H                                                                                            | The Hurricane pokonał Stevena Richardsa                                                                        | Singles match                                               | 02:58 |
| 2                                                                                             | John Cena i The F.B.I. (Chuck Palumbo i Johnny Stamboli) (z Nunzio) pokonali Rhyno, Spanky’ego i Chrisa Benoit | Six-man tag team match                                      | 03:58 |
| 3                                                                                             | La Résistance (Sylvain Grenier i René Duprée) pokonali Testa i Scotta Steinera (ze Stacy Keibler)              | Tag team match                                              | 06:19 |
| 4                                                                                             | Eddie Guerrero i Tajiri pokonali Team Angle (Charliego Haasa i Sheltona Benjamina) (c)                         | Ladder match o WWE Tag Team Championship                    | 14:18 |
| 5                                                                                             | Christian wygrał eliminując jako ostatniego Bookera T                                                          | Battle Royal o zawieszony WWE Intercontinental Championship | 11:44 |
| 6                                                                                             | Torrie Wilson pokonała Sable                                                                                   | Bikini Challenge                                            | –     |
| 7                                                                                             | Mr. America (z Zachem Gowenem) pokonał Roddy’ego Pipera (z Seanem O’Hairem)                                    | Singles match                                               | 04:58 |
| 8                                                                                             | Kevin Nash pokonał Triple H’a (c) przez dyskwalifikację                                                        | Singles match o World Heavyweight Championship              | 07:50 |
| 9                                                                                             | Jazz (c) (z Theodorem Longiem) pokonała Victorię (ze Stevenem Richardsem), Jacqueline i Trish Stratus          | Fatal 4-Way match o WWE Women’s Championship                | 04:48 |
| 10                                                                                            | Brock Lesnar (c) pokonał Big Showa                                                                             | Stretcher match o WWE Championship                          | 15:27 |
| (c) – mistrz/mistrzyni przed walkąH – walka była transmitowana przed PPV na Sunday Night Heat | |                                                             |       |

Battle Royal
| 1          | Lance Storm   | Kane’a                                                              |           |           |           |
| 2          | Kane          | Val Venisa, Chrisa Jericho, Goldusta, Christiana, Testa i Bookera T |           |           |           |
| 3          | Test          | Bookera T                                                           |           |           |           |
| 4          | Val Venis     | Goldusta                                                            |           |           |           |
| 5          | Rob Van Dam   | Chrisa Jericho                                                      |           |           |           |
| 6          | Goldust       | Bookera T                                                           |           |           |           |
| 7          | Chris Jericho | Christiana                                                          |           |           |           |
| 8          | Booker T      | Christiana                                                          |           |           |           |
| Zwycięzca: | Christian     | Christian                                                           | Christian | Christian | Christian |

### 2004
Judgment Day (2004) – gala wrestlingu wyprodukowana przez federację World Wrestling Entertainment (WWE) dla zawodników z brandu SmackDown!. Odbyła się 16 maja 2004 w Staples Center w Los Angeles w Kalifornii. Emisja była przeprowadzana na żywo w systemie pay-per-view. Była to szósta gala w chronologii cyklu Judgment Day.
Podczas gali odbyło się dziewięć walk, w tym jedna będąca częścią niedzielnej tygodniówki Sunday Night Heat. W starciu o WWE Championship John „Bradshaw” Layfield pokonał Eddiego Guerrero przez dyskwalifikację i nie odebrał od niego mistrzostwa. Prócz tego The Undertaker pokonał Bookera T w singlowej walce, zaś John Cena obronił WWE United States Championship pokonując Renégo Duprée.
| Nr                                                                                            | Wyniki                                                                                | Stypulacje                                     | Czas  |
| --------------------------------------------------------------------------------------------- | ------------------------------------------------------------------------------------- | ---------------------------------------------- | ----- |
| 1H                                                                                            | Mark Jindrak (z Theodorem Longiem) pokonał Funakiego                                  | Singles match                                  | 03:47 |
| 2                                                                                             | Rob Van Dam i Rey Mysterio pokonali The Dudley Boyz (Bubba Raya i D-Vona Dudleya)     | Tag team match                                 | 15:19 |
| 3                                                                                             | Torrie Wilson pokonała Dawn Marie                                                     | Singles match                                  | 06:14 |
| 4                                                                                             | Mordecai pokonał Scotty’ego 2 Hotty’ego                                               | Singles match                                  | 03:01 |
| 5                                                                                             | Charlie Haas i Rico (c) (z Miss Jackie) pokonali Hardcore Holly’ego i Billy’ego Gunna | Tag team match o WWE Tag Team Championship     | 10:26 |
| 6                                                                                             | Chavo Guerrero (z Chavo Classic) pokonał Jacqueline (c)                               | Singles match o WWE Cruiserweight Championship | 04:47 |
| 7                                                                                             | John Cena (c) pokonał Renégo Duprée                                                   | Singles match o WWE United States Championship | 09:54 |
| 8                                                                                             | The Undertaker (z Paulem Bearerem) pokonał Bookera T                                  | Singles match                                  | 11:25 |
| 9                                                                                             | John „Bradshaw” Layfield pokonał Eddiego Guerrero (c) przez dyskwalifikację           | Singles match o WWE Championship               | 23:15 |
| (c) – mistrz/mistrzyni przed walkąH – walka była transmitowana przed PPV na Sunday Night Heat |                                                                                       |                                                |       |

### 2005
Judgment Day (2005) – gala wrestlingu wyprodukowana przez federację World Wrestling Entertainment (WWE) dla zawodników z brandu SmackDown!. Odbyła się 22 maja 2005 w Target Center w Minneapolis w Minnesota. Emisja była przeprowadzana na żywo w systemie pay-per-view. Była to siódma gala w chronologii cyklu Judgment Day.
Podczas gali odbyło się osiem walk, w tym jedna będąca częścią niedzielnej tygodniówki Sunday Night Heat. Walką wieczoru był „I Quit” match o WWE Championship, gdzie John Cena obronił tytuł pokonując Johna „Bradshaw” Layfielda. Oprócz tego Rey Mysterio pokonał Eddiego Guerrero przez dyskwalifikację, a Orlando Jordan pokonał Heidenreicha i obronił WWE United States Championship.
| Nr                                                                                            | Wyniki                                                                                         | Stypulacje                                     | Czas  |
| --------------------------------------------------------------------------------------------- | ---------------------------------------------------------------------------------------------- | ---------------------------------------------- | ----- |
| 1H                                                                                            | Nunzio pokonał Akio                                                                            | Singles match                                  | 03:29 |
| 2                                                                                             | MNM (Joey Mercury i Johnny Nitro) (c) (z Meliną) pokonali Hardcore Holly’ego i Charliego Haasa | Tag team match o WWE Tag Team Championship     | 08:06 |
| 3                                                                                             | Carlito (z Mattem Morganem) pokonał Big Showa                                                  | Singles match                                  | 04:41 |
| 4                                                                                             | Paul London (c) pokonał Chavo Guerrero                                                         | Singles match o WWE Cruiserweight Championship | 10:41 |
| 5                                                                                             | Booker T pokonał Kurta Angle’a                                                                 | Singles match                                  | 14:10 |
| 6                                                                                             | Orlando Jordan (c) pokonał Heidenreicha                                                        | Singles match o WWE United States Championship | 04:54 |
| 7                                                                                             | Rey Mysterio pokonał Eddiego Guerrero przez dyskwalifikację                                    | Singles match                                  | 18:30 |
| 8                                                                                             | John Cena (c) pokonał Johna „Bradshaw” Layfielda                                               | „I Quit” match o WWE Championship              | 22:45 |
| (c) – mistrz/mistrzyni przed walkąH – walka była transmitowana przed PPV na Sunday Night Heat |                                                                                                |                                                |       |

### 2006
Judgment Day (2006) – gala wrestlingu wyprodukowana przez federację World Wrestling Entertainment (WWE) dla zawodników z brandu SmackDown!. Odbyła się 21 maja 2006 w US Airways Center w Phoenix w Arizonie. Emisja była przeprowadzana na żywo w systemie pay-per-view. Była to ósma gala w chronologii cyklu Judgment Day.
Podczas gali odbyło się dziewięć walk, w tym jedna nietransmitowana w telewizji. Rey Mysterio pokonał Johna „Bradshaw” Layfielda i obronił World Heavyweight Championship w walce wieczoru. Oprócz tego The Great Khali pokonał The Undertakera w singlowej walce, zaś Booker T wygrał turniej King of the Ring 2006 pokonując w finale Bobby’ego Lashleya.
| Nr                                                                                    | Wyniki                                                                                          | Stypulacje                                     | Czas  |
| ------------------------------------------------------------------------------------- | ----------------------------------------------------------------------------------------------- | ---------------------------------------------- | ----- |
| 1D                                                                                    | Matt Hardy pokonał Simona Deana                                                                 | Singles match                                  | –     |
| 2                                                                                     | Paul London i Brian Kendrick pokonali MNM (Joeya Mercury’ego i Johnny’ego Nitro) (c) (z Meliną) | Tag team match o WWE Tag Team Championship     | 13:43 |
| 3                                                                                     | Chris Benoit pokonał Finlaya poprzez submission                                                 | Singles match                                  | 21:10 |
| 4                                                                                     | Jillian Hall pokonała Melinę                                                                    | Singles match                                  | 04:18 |
| 5                                                                                     | Gregory Helms (c) pokonał Super Crazy’ego                                                       | Singles match o WWE Cruiserweight Championship | 09:55 |
| 6                                                                                     | Mark Henry pokonał Kurta Angle’a poprzez wyliczenie pozaringowe                                 | Singles match                                  | 09:11 |
| 7                                                                                     | Booker T (z Sharmell) pokonał Bobby’ego Lashleya                                                | Finał turnieju King of the Ring 2006           | 09:15 |
| 8                                                                                     | The Great Khali (z Daivarim) pokonał The Undertakera                                            | Singles match                                  | 08:31 |
| 9                                                                                     | Rey Mysterio (c) pokonał Johna „Bradshaw” Layfielda                                             | Singles match o World Heavyweight Championship | 15:56 |
| (c) – mistrz/mistrzyni przed walkąD – walka była dark matchem (nietransmitowana w TV) |                                                                                                 |                                                |       |

### 2007
Judgment Day (2007) – gala wrestlingu wyprodukowana przez federację World Wrestling Entertainment (WWE). Odbyła się 20 maja 2007 w Scottrade Center w Saint Louis w stanie Missouri. Emisja była przeprowadzana na żywo w systemie pay-per-view. Była to dziewiąta gala w chronologii cyklu Judgment Day.
Podczas gali odbyło się dziewięć walk, w tym jedna nietransmitowana w telewizji. John Cena zdołał pokonać The Great Khalego poprzez submission i obronić WWE Championship. Ponadto Montel Vontavious Porter pokonał Chrisa Benoit z wynikiem 2–0 w Two-out-of-three falls matchu i zdobył WWE United States Championship, zaś Edge pokonał Batistę i obronił swój World Heavyweight Championship.
| Nr                                                                                    | Wyniki                                                                          | Stypulacje                                                    | Czas  |
| ------------------------------------------------------------------------------------- | ------------------------------------------------------------------------------- | ------------------------------------------------------------- | ----- |
| 1D                                                                                    | Kane pokonał Williama Regala (z Dave’em Taylorem)                               | Singles match                                                 | –     |
| 2                                                                                     | Ric Flair pokonał Carlito poprzez submission                                    | Singles match                                                 | 15:34 |
| 3                                                                                     | Bobby Lashley pokonał Mr. McMahona (c), Shane’a McMahona i Umagę                | Handicap match o ECW World Championship                       | 01:13 |
| 4                                                                                     | CM Punk pokonał Elijaha Burke'a                                                 | Singles match                                                 | 16:50 |
| 5                                                                                     | Randy Orton pokonał Shawna Michaelsa                                            | Singles match                                                 | 04:32 |
| 6                                                                                     | The Hardy Boyz (Matt i Jeff Hardy) (c) pokonali Lance’a Cade’a i Trevor Murdoch | Tag team match o World Tag Team Championship                  | 15:02 |
| 7                                                                                     | Edge (c) pokonał Batistę                                                        | Singles match o World Heavyweight Championship                | 10:37 |
| 8                                                                                     | Montel Vontavious Porter pokonał Chrisa Benoit (c) z wynikiem 2–0               | Two-out-of-three falls match o WWE United States Championship | 12:46 |
| 9                                                                                     | John Cena (c) pokonał The Great Khalego poprzez submission                      | Singles match o WWE Championship                              | 08:15 |
| (c) – mistrz/mistrzyni przed walkąD – walka była dark matchem (nietransmitowana w TV) |                                                                                 |                                                               |       |

### 2008
Judgment Day (2008) – gala wrestlingu wyprodukowana przez federację World Wrestling Entertainment (WWE). Odbyła się 18 maja 2008 w Qwest Center Omaha w Omaha w stanie Nebraska. Emisja była przeprowadzana na żywo w systemie pay-per-view. Była to dziesiąta gala w chronologii cyklu Judgment Day.
Podczas gali odbyło się osiem walk, w tym jedna nietransmitowana w telewizji. Walką wieczoru był Steel Cage match o WWE Championship, gdzie Triple H obronił mistrzostwo pokonując Randy’ego Ortona. Oprócz tego walka The Undertakera z Edgem o zawieszony World Heavyweight Championship zakończyła się bez rezultatu, a John Cena pokonał Johna „Bradshaw” Layfielda w starciu otwierającym galę.
| Nr                                                                                    | Wyniki                                                              | Stypulacje                                                | Czas  |
| ------------------------------------------------------------------------------------- | ------------------------------------------------------------------- | --------------------------------------------------------- | ----- |
| 1D                                                                                    | Hardcore Holly i Cody Rhodes (c) pokonali Santino Marellę i Carlito | Tag team match o World Tag Team Championship              | –     |
| 2                                                                                     | John Cena pokonał Johna „Bradshaw” Layfielda                        | Singles match                                             | 15:03 |
| 3                                                                                     | John Morrison i The Miz (c) pokonali Kane’a i CM Punka              | Tag team match o WWE Tag Team Championship                | 07:12 |
| 4                                                                                     | Shawn Michaels pokonał Chrisa Jericho                               | Singles match                                             | 15:56 |
| 5                                                                                     | Mickie James (c) pokonała Beth Phoenix i Melinę                     | Triple Threat match o WWE Women’s Championship            | 06:14 |
| 6                                                                                     | The Undertaker pokonał Edge’a przez wyliczenie poza-ringowe         | Singles match o zawieszony World Heavyweight Championship | 16:15 |
| 7                                                                                     | Jeff Hardy pokonał Montela Vontavious Portera                       | Singles match                                             | 09:42 |
| 8                                                                                     | Triple H (c) pokonał Randy’ego Ortona                               | Steel Cage match o WWE Championship                       | 21:11 |
| (c) – mistrz/mistrzyni przed walkąD – walka była dark matchem (nietransmitowana w TV) |                                                                     |                                                           |       |

### 2009
Judgment Day (2009) – gala wrestlingu wyprodukowana przez federację World Wrestling Entertainment (WWE). Odbyła się 17 maja 2009 w Allstate Arena w Rosemont w stanie Illinois. Emisja była przeprowadzana na żywo w systemie pay-per-view. Była to jedenasta i ostatnia gala w chronologii cyklu Judgment Day.
Podczas gali odbyło się osiem walk, w tym jedna nietransmitowana w telewizji. Edge zdołał pokonać Jeffa Hardy’ego w walce wieczoru gali i obronić World Heavyweight Championship. Prócz tego John Cena pokonał Big Showa, a Batista pokonał Randy’ego Ortona przez dyskwalifikację i nie odebrał od niego WWE Championship.
| Nr                                                                                    | Wyniki                                                       | Stypulacje                                        | Czas  |
| ------------------------------------------------------------------------------------- | ------------------------------------------------------------ | ------------------------------------------------- | ----- |
| 1D                                                                                    | Mickie James pokonała Beth Phoenix (z Rosą Mendes)           | Singles match                                     | –     |
| 2                                                                                     | Umaga pokonał CM Punka                                       | Singles match                                     | 11:52 |
| 3                                                                                     | Christian (c) pokonał Jacka Swaggera                         | Singles match o ECW Championship                  | 09:33 |
| 4                                                                                     | John Morrison pokonał Sheltona Benjamina (z Charliem Haasem) | Singles match                                     | 10:10 |
| 5                                                                                     | Rey Mysterio (c) pokonał Chrisa Jericho                      | Singles match o WWE Intercontinental Championship | 12:39 |
| 6                                                                                     | Batista pokonał Randy’ego Ortona (c) przez dyskwalifikację   | Singles match o WWE Championship                  | 14:44 |
| 7                                                                                     | John Cena pokonał Big Showa                                  | Singles match                                     | 14:57 |
| 8                                                                                     | Edge (c) pokonał Jeffa Hardy’ego                             | Singles match o World Heavyweight Championship    | 19:56 |
| (c) – mistrz/mistrzyni przed walkąD – walka była dark matchem (nietransmitowana w TV) |                                                              |                                                   |       |